# HMAS Dubbo (FCPB 214)
Pour les articles homonymes, voir HMAS Dubbo.
Le HMAS Dubbo (numéro de fanion FCPB 214), nommé d’après la ville de Dubbo, en Nouvelle-Galles du Sud, était un patrouilleur de classe Fremantle de la Royal Australian Navy (RAN). Il était le douzième des 15 patrouilleurs de classe Fremantle.

## Conception et construction
À partir de la fin des années 1960, la planification d’une nouvelle classe de patrouilleurs pour remplacer la classe Attack a commencé, avec des conceptions visant à une meilleure tenue à la mer, un équipement et des armes plus modernes. Les navires de classe Fremantle avaient un déplacement de 220 tonnes à pleine charge, mesuraient 41,9 mètres de longueur hors tout, ils avaient une largeur de 7,39 mètres, et un tirant d'eau maximal de 1,75 mètre. Leur propulsion principale se composait de deux moteurs Diesel de la série MTU 538, qui fournissaient une puissance de 3200 chevaux (2400 kW) aux deux arbres d'hélice. L’échappement n’était pas expulsé par une cheminée, comme sur la plupart des navires, mais par des évents sous la ligne de flottaison. Les patrouilleurs pouvaient atteindre une vitesse maximale de 30 nœuds (56 km/h) et avaient une autonomie maximale de 5000 milles marins (9300 km) à 5 nœuds (9,3 km/h). L’équipage se composait de 22 personnes.
Chaque patrouilleur était armé d’un seul canon Bofors 40 mm L/60 monté à l’avant comme armement principal, complété par deux mitrailleuses Browning M2 de calibre .50 et un mortier de 81 mm,, mais le mortier a été retiré de tous les navires à la fin des années 1990. À l’origine, l’arme principale devait être constituée de deux canons de 30 mm sur un affût double, mais les Bofors reconditionnés ont été sélectionnés pour réduire les coûts. Des dispositions ont été prises pour installer un armement amélioré plus tard dans la carrière de la classe, mais cela ne s’est pas produit,.

## Carrière
Le HMAS Dubbo a été mis en chantier le 9 août 1982 par North Queensland Engineer and Agents Pty Ltd (NQEA) à Cairns, dans le Queensland. Il a été lancé le 21 janvier 1984 en présence de Thomas Arthur Slattery, alors le maire de Dubbo, et baptisé par Mme Jenny Rourke, l’épouse du contre-amiral W. J. Rourke, qui était le chef du matériel naval à l’époque, À l’issue de ses essais en mer, le navire a été accepté en service. Il a été mis en service dans la RAN le 10 mars 1984 à Cairns, sous le commandement du capitaine de corvette Mike Skopal, RAN.
À partir de cette date et jusqu’en janvier 1986, le HMAS Dubbo était basé à Cairns et effectuait des tâches de surveillance dans les eaux de l’Australie-Méridionale et du Pacifique Sud-Ouest. Le navire a ensuite rejoint l’escadrille de patrouilleurs de Sydney. Il était basé au HMAS Waterhen et assurait des fonctions de surveillance dans les eaux méridionales de l’Australie, y compris des patrouilles vers les plates-formes pétrolières dans le détroit de Bass. En 1987, le HMAS Dubbo a participé à la réponse du gouvernement australien au coup d'État aux Fidji. Avec d’autres unités de la RAN, il a navigué pour soutenir l’évacuation des ressortissants australiens et néo-zélandais des Fidji, si nécessaire.
En octobre 1988, le navire a été transféré à Darwin où il a été actif durant cinq années et demie dans la prévention des incursions de navires de pêche étrangers dans la zone de pêche australienne, et l’entrée d’immigrants illégaux dans le nord-ouest de l’Australie. Le HMAS Dubbo avait pour rôle principal d’effectuer des patrouilles de surveillance des pêche dans le Top End de l’Australie, dans le secteur allant de Port Hedland, à l’ouest, à l’île Thursday à l’est. Le navire a également été chargé d’aider d’autres organismes tels que les douanes, la surveillance côtière et la NORFORCE. Il a participé régulièrement à des exercices navals majeurs dans la région de l’Australie-Septentrionale. En outre, il a été appelé à effectuer des visites de courtoisie dans des ports étrangers d’Asie du Sud-Est ou du Pacifique Sud-Ouest. En 1994, ces visites ont inclus des déploiements en Indonésie, en Papouasie-Nouvelle-Guinée et aux Philippines.
Le HMAS Dubbo a été désarmé au HMAS Coonawarra le 2 février 2007. Il était le dernier navire de sa classe à être stationné au HMAS Coonawarra. Le patrouilleur a été démantelé à Darwin en 2006 et 2007, pour un coût de 450 000 dollars pour le gouvernement australien.